# Gornja Dubrava (żupania medzimurska)
Gornja Dubrava – wieś w Chorwacji, w żupanii medzimurskiej, w gminie Gornji Mihaljevec. W 2011 roku liczyła 226 mieszkańców.